# Spielvereinigung Unterhaching 2004-2005
Questa voce raccoglie le informazioni riguardanti la Spielvereinigung Unterhaching nelle competizioni ufficiali della stagione 2004-2005.

## Stagione
Nella stagione 2004-2005 l'Unterhaching, allenato da Andreas Brehme e Harry Deutinger, concluse il campionato di 2. Bundesliga al 10º posto. In Coppa di Germania l'Unterhaching fu eliminato al secondo turno dal Borussia Dortmund.

## Rosa
| N. |                     | Ruolo | Calciatore                  |
| -- | ------------------- | ----- | --------------------------- |
| 1  | Germania (bandiera) | P     | Philipp Heerwagen           |
| 2  | Germania (bandiera) | C     | Carsten Sträßer             |
| 3  | Germania (bandiera) | D     | Norman Loose                |
| 4  | Germania (bandiera) | D     | Ralf Bucher                 |
| 5  | Germania (bandiera) | C     | Matthias Zimmermann         |
| 6  | Germania (bandiera) | C     | Matthias Lust               |
| 7  | Francia (bandiera)  | D     | Bruno Custos                |
| 8  | Turchia (bandiera)  | C     | Barbaros Barut              |
| 9  | Germania (bandiera) | A     | Marcel von Walsleben-Schied |
| 10 | Spagna (bandiera)   | C     | Francisco Copado            |
| 11 | Germania (bandiera) | A     | Silvio Adzic                |
| 12 | Slovenia (bandiera) | P     | Ermin Hasič                 |
| 13 | Turchia (bandiera)  | D     | Necat Aygün                 |
| 14 | Austria (bandiera)  | D     | Mario Stieglmair            |
| 16 | Nigeria (bandiera)  | D     | Darlington Omodiagbe        |

| N. |                                | Ruolo | Calciatore         |
| -- | ------------------------------ | ----- | ------------------ |
| 17 | Serbia e Montenegro (bandiera) | C     | Miroslav Stević    |
| 18 | Italia (bandiera)              | A     | Angelo Vaccaro     |
| 19 | Ghana (bandiera)               | C     | Charles Akonnor    |
| 20 | Germania (bandiera)            | C     | Thomas Sobotzik    |
| 21 | Slovenia (bandiera)            | C     | Goran Šukalo       |
| 22 | Croazia (bandiera)             | D     | Ivica Majstorović  |
| 23 | Germania (bandiera)            | D     | Dominik Haas       |
| 24 | Germania (bandiera)            | A     | Robert Lechleiter  |
| 24 | Germania (bandiera)            | C     | Oliver Rösgen      |
| 25 | Germania (bandiera)            | P     | Marcus Stolzenberg |
| 26 | Brasile (bandiera)             | C     | Elton da Costa     |
| 27 | Turchia (bandiera)             | A     | İbrahim Aydemir    |
| 28 | Slovenia (bandiera)            | C     | Rajko Tavčar       |
| 35 | Germania (bandiera)            | P     | Stefan Brasas      |

## Organigramma societario
Area tecnica
- Allenatore: Harry Deutinger
- Allenatore in seconda:
- Preparatore dei portieri: Rainer Berg
- Preparatori atletici:

## Calciomercato

### Sessione estiva
| Acquisti | Acquisti                    | Acquisti       | Acquisti |
| R.       | Nome                        | da             | Modalità |
| -------- | --------------------------- | -------------- | -------- |
| A        | Silvio Adzic                | Lubecca        |          |
| C        | Thomas Sobotzik             | Union Berlino  |          |
| D        | Mario Stieglmair            | Jahn Ratisbona |          |
| C        | Carsten Sträßer             | Jahn Ratisbona |          |
| C        | Rajko Tavčar                | Magonza        |          |
| A        | Marcel von Walsleben-Schied | Osnabrück      |          |

| Cessioni | Cessioni         | Cessioni         | Cessioni |
| R.       | Nome             | da               | Modalità |
| -------- | ---------------- | ---------------- | -------- |
| D        | Christian Endler | Bayern Monaco II |          |
| D        | Dennis Grassow   | Darmstadt        |          |
| A        | Sebastian Helbig | Erzgebirge Aue   |          |
| C        | Stefan Leitl     | Darmstadt        |          |
| C        | Hendrik Liebers  | Erzgebirge Aue   |          |
| A        | Mark Römer       | Augusta          |          |
| D        | Jan Seifert      | Dinamo Dresda    |          |

### Sessione invernale
| Acquisti | Acquisti        | Acquisti | Acquisti |
| R.       | Nome            | da       | Modalità |
| -------- | --------------- | -------- | -------- |
| C        | Miroslav Stević | Bochum   |          |
| P        | Ermin Hasič     | Koper    |          |

| Cessioni | Cessioni | Cessioni | Cessioni |
| R.       | Nome     | da       | Modalità |
| -------- | -------- | -------- | -------- |

## Risultati

### 2. Bundesliga

#### Girone di andata
| Arbitro: | Gräfe |

|                                    |           |                                     |
| Pflipsen 33’ (rig.) Kolomazník 42’ | Marcatori | 13’ Šukalo 67’ von Walsleben-Schied |

| Arbitro: | Trautmann |

|             |           |                        |
| Akonnor 12’ | Marcatori | 22’ Caillas 71’ Rösler |

| Arbitro: | Walz |

|           |           |                      |
| Sopić 58’ | Marcatori | 33’ Adzic 75’ Copado |

| Arbitro: | Drees |

|  |           |                     |
|  | Marcatori | 68’ Bruns 82’ Pinto |

| Arbitro: | Wagner |

|                                                           |           |           |
| Copado 20’ Akonnor 29’ von Walsleben-Schied 50’ Barut 62’ | Marcatori | 72’ Kunze |

| Arbitro: | Scheppe |

|                            |           |  |
| Patschinski 15’ Keller 41’ | Marcatori |  |

| Arbitro: | Winkmann |

|                                     |           |  |
| Copado 29’, 66’ Barut 40’ Loose 90’ | Marcatori |  |

| Arbitro: | Frank |

|                              |           |            |
| Drsek 1’ Grlić 55’ Bælum 66’ | Marcatori | 68’ Copado |

| Arbitro: | Schmidt |

|                         |           |         |
| Vaccaro 62’ Sträßer 85’ | Marcatori | 42’ Löw |

| Arbitro: | Keßler |

|                              |           |  |
| Younga-Mouhani 3’ Herzig 56’ | Marcatori |  |

| Arbitro: | Pickel |

|                        |           |  |
| Copado 16’ (rig.), 53’ | Marcatori |  |

| Arbitro: | Welz |

|            |           |  |
| Dundee 16’ | Marcatori |  |

| Arbitro: | Fröhlich |

|             |           |                                        |
| Akonnor 40’ | Marcatori | 50’ Bröker 63’ (rig.) Voigt 90’ Streit |

| Arbitro: | Jansen |

|           |           |  |
| Lavrič 4’ | Marcatori |  |

| Arbitro: | Hoyzer |

|                          |           |                                   |
| von Walsleben-Schied 51’ | Marcatori | 13’ Echendu 22’ Benčík 73’ Örtülü |

| Arbitro: | Drees |

|                                     |           |                          |
| Rietpietsch 48’ Roman 63’ Tiéku 73’ | Marcatori | 81’ von Walsleben-Schied |

| Arbitro: | Schößling |

|                                     |           |  |
| Copado 2’, 8’ (rig.), 50’ Adzic 16’ | Marcatori |  |

#### Girone di ritorno
| Arbitro: | Trautmann |

|                          |           |              |
| von Walsleben-Schied 63’ | Marcatori | 74’ Agostino |

| Arbitro: | Schmidt |

|                                     |           |            |
| Hilbert 8’ Caillas 26’ Feinbier 61’ | Marcatori | 11’ Copado |

| Arbitro: | Henschel |

|                    |           |             |
| Copado 4’ Aygün 8’ | Marcatori | 55’ Schäfer |

| Arbitro: | Kempter |

|                              |           |                                  |
| Pinto 42’ (rig.) Sichone 55’ | Marcatori | 12’ Barut 33’, 89’ (rig.) Copado |

| Arbitro: | Winkmann |

|            |           |  |
| Helbig 59’ | Marcatori |  |

| Arbitro: | Schößling |

|                          |           |  |
| von Walsleben-Schied 64’ | Marcatori |  |

| Arbitro: | Scheppe |

|  |           |              |
|  | Marcatori | 30’ Ahanfouf |

| Cottbus 20 marzo 2005, ore 15:00 CET 26ª giornata | Energie Cottbus | 0 – 0 referto | Unterhaching | Stadion der Freundschaft (9 500 spett.)\| Arbitro: \| Dingert \| |
| Arbitro:                                          | Dingert         |               |              |                                                                  |

| Arbitro: | Pickel |

|  |           |            |
|  | Marcatori | 30’ Krejčí |

| Arbitro: | Walz |

|                               |           |  |
| Koumantarakis 37’ Richter 55’ | Marcatori |  |

| Arbitro: | Gagelmann |

|                              |           |  |
| Cha 39’ Jones 46’ Köhler 63’ | Marcatori |  |

| Arbitro: | Kemmling |

|                               |           |  |
| Copado 86’ (rig.) Vaccaro 90’ | Marcatori |  |

| Arbitro: | Kinhöfer |

|            |           |  |
| Scherz 22’ | Marcatori |  |

| Arbitro: | Stachowiak |

|            |           |  |
| Copado 55’ | Marcatori |  |

| Arbitro: | Lupp |

|  |           |             |
|  | Marcatori | 84’ Sträßer |

| Arbitro: | Welz |

|  |           |                           |
|  | Marcatori | 14’ Rietpietsch 38’ Keïta |

| Arbitro: | Scheppe |

|  |           |           |
|  | Marcatori | 81’ Barut |

### Coppa di Germania
| Arbitro: | Kempter |

|             |           |                                                   |
| Jarosch 41’ | Marcatori | 9’ Omodiagbe 64’ Vaccaro 90’ von Walsleben-Schied |

| Arbitro: | Meyer |

|                                     |           |           |
| Ewerthon 33’, 76’ (rig.) Koller 53’ | Marcatori | 54’ Adzic |

## Statistiche

### Statistiche di squadra
| Competizione      | Punti | In casa | In casa | In casa | In casa | In casa | In casa | In trasferta | In trasferta | In trasferta | In trasferta | In trasferta | In trasferta | Totale | Totale | Totale | Totale | Totale | Totale | DR |
| Competizione      | Punti | G       | V       | N       | P       | Gf      | Gs      | G            | V            | N            | P            | Gf           | Gs           | G      | V      | N      | P      | Gf     | Gs     | DR |
| ----------------- | ----- | ------- | ------- | ------- | ------- | ------- | ------- | ------------ | ------------ | ------------ | ------------ | ------------ | ------------ | ------ | ------ | ------ | ------ | ------ | ------ | -- |
| 2. Bundesliga     | 45    | 17      | 9       | 1       | 7       | 26      | 18      | 17           | 5            | 2            | 10           | 14           | 25           | 34     | 14     | 3      | 17     | 40     | 43     | -3 |
| Coppa di Germania | -     | 0       | 0       | 0       | 0       | 0       | 0       | 2            | 1            | 0            | 1            | 4            | 4            | 2      | 1      | 0      | 1      | 4      | 4      | 0  |
| Totale            | 45    | 17      | 9       | 1       | 7       | 26      | 18      | 19           | 6            | 2            | 11           | 18           | 29           | 36     | 15     | 3      | 18     | 44     | 47     | -3 |

### Andamento in campionato
| Giornata  | 1 | 2  | 3 | 4  | 5 | 6  | 7 | 8  | 9 | 10 | 11 | 12 | 13 | 14 | 15 | 16 | 17 | 18 | 19 | 20 | 21 | 22 | 23 | 24 | 25 | 26 | 27 | 28 | 29 | 30 | 31 | 32 | 33 | 34 |
| --------- | - | -- | - | -- | - | -- | - | -- | - | -- | -- | -- | -- | -- | -- | -- | -- | -- | -- | -- | -- | -- | -- | -- | -- | -- | -- | -- | -- | -- | -- | -- | -- | -- |
| Luogo     | T | C  | T | C  | C | T  | C | T  | C | T  | C  | T  | C  | T  | C  | T  | C  | C  | T  | C  | T  | T  | C  | C  | T  | C  | T  | T  | C  | T  | C  | T  | C  | T  |
| Risultato | N | P  | V | P  | V | P  | V | P  | V | P  | V  | P  | P  | P  | P  | P  | V  | N  | P  | V  | V  | P  | V  | P  | N  | P  | V  | P  | V  | P  | V  | V  | P  | V  |
| Posizione | 5 | 12 | 9 | 12 | 9 | 13 | 8 | 10 | 6 | 7  | 6  | 8  | 10 | 12 | 14 | 17 | 11 | 11 | 15 | 11 | 10 | 12 | 10 | 9  | 9  | 10 | 11 | 12 | 10 | 12 | 11 | 10 | 10 | 10 |

Legenda:

Luogo: C = Casa; T = Trasferta. Risultato: V = Vittoria; N = Pareggio; P = Sconfitta.

### Statistiche dei giocatori
| Giocatore               | 2. Bundesliga | 2. Bundesliga | 2. Bundesliga | 2. Bundesliga | Coppa di Germania | Coppa di Germania | Coppa di Germania | Coppa di Germania | Totale   | Totale | Totale      | Totale     |
| Giocatore               | Presenze      | Reti          | Ammonizioni   | Espulsioni    | Presenze          | Reti              | Ammonizioni       | Espulsioni        | Presenze | Reti   | Ammonizioni | Espulsioni |
| ----------------------- | ------------- | ------------- | ------------- | ------------- | ----------------- | ----------------- | ----------------- | ----------------- | -------- | ------ | ----------- | ---------- |
| S. Adzic                | 18            | 2             | 0             | 0             | 1                 | 1                 | 0                 | 0                 | 19       | 3      | 0           | 0          |
| C. Akonnor              | 31            | 3             | 3             | 0             | 2                 | 0                 | 0                 | 0                 | 33       | 3      | 3           | 0          |
| İ. Aydemir              | 1             | 0             | 0             | 0             | 0                 | 0                 | 0                 | 0                 | 1        | 0      | 0           | 0          |
| N. Aygün                | 13            | 1             | 2             | 0             | 0                 | 0                 | 0                 | 0                 | 13       | 1      | 2           | 0          |
| B. Barut                | 28            | 4             | 12            | 0             | 2                 | 0                 | 0                 | 0                 | 30       | 4      | 12          | 0          |
| S. Brasas               | 0             | 0             | 0             | 0             | 0                 | 0                 | 0                 | 0                 | 0        | 0      | 0           | 0          |
| R. Bucher               | 12            | 0             | 0             | 0             | 0                 | 0                 | 0                 | 0                 | 12       | 0      | 0           | 0          |
| F. Copado               | 31            | 16            | 2             | 0             | 2                 | 0                 | 0                 | 0                 | 33       | 16     | 2           | 0          |
| E. Costa                | 9             | 0             | 0             | 0             | 0                 | 0                 | 0                 | 0                 | 9        | 0      | 0           | 0          |
| B. Custos               | 16            | 0             | 3             | 0             | 1                 | 0                 | 0                 | 0                 | 17       | 0      | 3           | 0          |
| D. Haas                 | 0             | 0             | 0             | 0             | 0                 | 0                 | 0                 | 0                 | 0        | 0      | 0           | 0          |
| E. Hasič                | 0             | 0             | 0             | 0             | 0                 | 0                 | 0                 | 0                 | 0        | 0      | 0           | 0          |
| P. Heerwagen            | 33            | 0             | 2             | 0             | 2                 | 0                 | 0                 | 0                 | 35       | 0      | 2           | 0          |
| R. Lechleiter           | 9             | 0             | 0             | 0             | 0                 | 0                 | 0                 | 0                 | 9        | 0      | 0           | 0          |
| N. Loose                | 13            | 1             | 2             | 0             | 1                 | 0                 | 0                 | 1                 | 14       | 1      | 2           | 1          |
| M. Lust                 | 21            | 0             | 1             | 0             | 2                 | 0                 | 0                 | 0                 | 23       | 0      | 1           | 0          |
| I. Majstorović          | 20            | 0             | 4             | 0             | 2                 | 0                 | 0                 | 0                 | 22       | 0      | 4           | 0          |
| D. Omodiagbe            | 33            | 0             | 6             | 0             | 2                 | 1                 | 1                 | 0                 | 35       | 1      | 7           | 0          |
| O. Rösgen               | 0             | 0             | 0             | 0             | 0                 | 0                 | 0                 | 0                 | 0        | 0      | 0           | 0          |
| T. Sobotzik             | 19            | 0             | 1             | 0             | 1                 | 0                 | 0                 | 0                 | 20       | 0      | 1           | 0          |
| M. Stević               | 14            | 0             | 3             | 0             | 0                 | 0                 | 0                 | 0                 | 14       | 0      | 3           | 0          |
| M. Stieglmair           | 0             | 0             | 0             | 0             | 0                 | 0                 | 0                 | 0                 | 0        | 0      | 0           | 0          |
| M. Stolzenberg          | 0             | 0             | 0             | 0             | 0                 | 0                 | 0                 | 0                 | 0        | 0      | 0           | 0          |
| C. Sträßer              | 31            | 2             | 1             | 0             | 2                 | 0                 | 0                 | 0                 | 33       | 2      | 1           | 0          |
| R. Tavčar               | 19            | 0             | 3             | 0             | 0                 | 0                 | 0                 | 0                 | 19       | 0      | 3           | 0          |
| A. Vaccaro              | 20            | 2             | 1             | 0             | 2                 | 1                 | 1                 | 0                 | 22       | 3      | 2           | 0          |
| M. Zimmermann           | 13            | 0             | 0             | 0             | 0                 | 0                 | 0                 | 0                 | 13       | 0      | 0           | 0          |
| M. von Walsleben-Schied | 34            | 6             | 1             | 0             | 2                 | 1                 | 0                 | 0                 | 36       | 7      | 1           | 0          |
| G. Šukalo               | 25            | 1             | 8             | 0             | 2                 | 0                 | 0                 | 0                 | 27       | 1      | 8           | 0          |